# Кызыл-Октябрь (Джалал-Абадская область)
Кызыл-Октябрь (кирг. Кызыл-Октябрь) — село в Базар-Коргонском районе Джалал-Абадской области Кыргызстана. Входит в состав Кенешского айылного аймака.

## География
Село расположено в юго-восточной части области, на правом берегу реки Кара-Ункюр, на расстоянии приблизительно 10 километров (по прямой) к востоко-северо-востоку от города Базар-Коргон, административного центра района. Абсолютная высота — 825 метров над уровнем моря.

## Население
Согласно оценочным данным Национального статистического комитета Кыргызской Республики, численность населения села на начало 2023 года составляла 3875 человек.
| год     | 2009 | 2014 | 2015 | 2020 | 2021 | 2023 |
| ------- | ---- | ---- | ---- | ---- | ---- | ---- |
| человек | 2587 | 2963 | 2912 | 3551 | 3641 | 3875 |